# Teribe jezik
Teribe jezik (naso, nortenyo, quequexque, terraba, tiribi, tirribi; ISO 639-3: tfr), jezik Térraba Indijanaca kojim govori 3 000 ljudi u Panami uz rijeku Teribe (1996 SIL) i nekoliko osoba na području Kostarike. 
Pripada porodici talamanca. U upotrebi je i španjolski [spa]

## Vanjske poveznice
- Ethnologue (14th)
- Ethnologue (15th)